# Shahrdari Tabriz FC
El Shahrdari Tabriz Football Club (en persa شهرداري تبريز) és un club de futbol iranià de la ciutat de Tabriz.

## Futbolistes destacats
- Sirous Dinmohammadi
- Marian Ginaru